# Jesús López-Medel
Jesús López-Medel Báscones (Santander, 15 de agosto de 1959) es un jurista, profesor universitario, abogado del Estado y político español.

## Biografía
Licenciado en Derecho, profesionalmente es abogado del Estado y miembro de la Real Academia de Jurisprudencia y Legislación. Fue profesor de Derecho Administrativo en la Universidad de Cantabria. Miembro del Partido Popular, fue concejal del ayuntamiento de Santander elegido en 1991. Encabezó la lista de esta formación política por la circunscripción electoral de Cantabria en las elecciones generales de 1996, obteniendo el escaño en el Congreso. Renovó mandato en 2000 y 2004, en esta última ocasión en la lista popular por la circunscripción de Madrid.
En su actividad parlamentaria destacó por ser ponente en varios proyectos y proposiciones de ley orgánicas, como el proyecto de modificación de la ley orgánica del Poder Judicial y la proposición para modificar la ley orgánica del Poder Judicial para la creación de la jurisdicción de familia. Participó como ponente en distintos proyectos y proposiciones de leyes ordinarias, presidió las  Comisiones de Justicia e Interior y de Cooperación Internacional para el Desarrollo, y fue miembro de la Asamblea Parlamentaria de la Organización para la Seguridad y Cooperación en Europa (OSCE), habiendo participado como observador en varios procesos electorales fuera de España. López-Medel se mostró crítico con la guerra de Irak y fue uno de los dos diputados del Partido Popular que en 2007 se manifestaron favorables a que su grupo se desvinculara de las teorías de la conspiración respecto de los atentados del 11 de marzo de 2004 en Madrid.

## Obras académicas
Además de múltiples artículos, ensayos y estudios en publicaciones jurídicas especializadas, es autor de cinco libros relacionados directamente con el derecho autonómico, el derecho local y, en general, la administración pública española en relación con su estructura jurídico-política y los distintos ámbitos de competencias.
- López-Medel Báscones, Jesús (2005). Tratado de derecho autonómico. Marcial Pons. ISBN 84-9768-257-2.
- — (2003). Derecho autonómico de Cantabria. Santander: Foro 21. ISBN 84-923119-4-0.
- — (2003). Autonomía y descentralización local. La Ley-Actualidad. ISBN 84-9725-439-2.
- — (2001). La elaboración parlamentaria de la Ley de la jurisdicción contencioso-administrativa. Editorial Aranzadi. ISBN 84-8410-809-0.
- — (1994). Entidades locales y descentralización en un estado autonómico. Santander: Foro 21,. ISBN 84-604-8979-5.